# Pontífex romà
El pontífex, etimològicament «constructor de ponts» segons Varró, era una autoritat religiosa a l'antiga Roma. El conjunt de pontífexs constituïen el Col·legi dels Pontífexs, el col·legi sacerdotal més important, i l'integraven el pontífex màxim, les Vestals, el Rex sacrorum i els flamines. Era un dels quatre principals col·legis sacerdotals, juntament amb el d'àugurs, el Quindecemviri sacris faciundis i el dels Epulons.

## Història
La creació dels pontífex s'atribuïa a Numa Pompili, com moltes altres reformes religioses. Segons Titus Livi el nombre de pontífexs era de quatre, però Ciceró diu que n'eren cinc, inclòs el pontífex màxim en temps de Numa Pompili, encara que sembla que només devien ser quatre, ja que el rei exercia les funcions del pontífex màxim. L'any 299 aC la llei Ogúlnia va ampliar-ne el nombre a nou, donant-hi accés als plebeus, ja que abans només n'eren els patricis. El primer plebeu que va assumir el càrrec de pontífex màxim (reservat encara als patricis) va ser Tiberi Coruncani l'any 254 aC. Durant la dictadura de Sul·la l'any 81 aC, el nombre de pontífex va augmentar a quinze. La quantitat de pontífexs va anar variant amb el temps, però sembla que quinze era la constant habitual.

### Forma d'elecció
La forma de nomenar els pontífexs va ser diferent segons les èpoques. Sembla que després de la seva institució per Numa Pompili, el col·legi tenia dret de cooptació, és a dir, si moria algun membre del col·legi, ja que tots els pontífexs tenien el càrrec vitalici, els altres es reunien i elegien successor. Un cop elegit era confirmat pels àugurs. En algun moment desconegut del segle iii aC es va canviar la forma d'elecció del pontífex màxim, ja que després de la mort de Luci Corneli Lèntul l'any 212 aC, se'n va elegir un de nou mitjançant la votació de disset tribus, escollides per sorteig. Els altres pontífexs van seguir triats per cooptació. L'any 145 aC, el tribú de la plebs Gai Licini Cras va intentar eliminar el sistema de cooptació, però el pretor Gai Leli Sapient va anul·lar la llei presentada. L'any 104 aC, el tribú de la plebs Gneu Domici Aenobarb va presentar una llei, la Lex Domitia de sacerdotiis, que transferia el dret d'elegir els membres dels grans col·legis de sacerdots a les disset tribus, és a dir, el poble elegia les vacants a partir d'una llista de candidats aprovada pel col·legi, que després eren incorporats al col·legi per cooptació dels sacerdots. La cooptació encara era necessària, però es va convertir en una qüestió de forma. Sul·la va abolir aquesta llei l'any 81 aC, per la Cornelia de sacerdotiis, que restituïa als col·legis sacerdotals el dret de cooptatio. Més tard la llei de Sul·la es va abolir. Sota l'Imperi, el dret de nomenament corresponia nominalment al senat, però l'emperador era qui triava els nous membres.

### Funcions
El col·legi dels pontífexs supervisava tots els assumptes relacionats amb la religió, i també les coses i les persones relacionades amb el culte públic i també privat. i Dionís d'Halicarnàs expliquen els seus drets i funcions. Diuen que el poder que tenien els va donar Numa Pompili que també els va encarregar la conservació dels llibres que contenien els rituals, i l'obligació de donar informació a qui els volgués consultar sobre qüestions de religió. Havien de protegir-se de qualsevol irregularitat en l'observança dels ritus religiosos que s'havien d0bservar segons els costums antics i controlar la introducció de ritus estrangers. Determinave de quina manera s'havien d'adorar els déus celestials, i d'especificar la forma adequada dels enterraments, especificant les fórmules per apaivagar les ànimes dels difunts (manes). També havien de conèixer, entendre i interpretar els signes de la naturalesa, els llamps i altres fenòmens. Decidien judicialment en tots els assumptes de religió, tant els particulars, com els que e referien a magistrats o a altres sacerdots. En els casos en què les lleis o costums existents fossin insuficients, havien de redactar noves lleis i reglaments (decreta pontificum) on sempre seguien el seu judici particular sobre allò que era coherent amb els costums i els usos existents Vetllaven la conducta de totes les persones que tenien alguna cosa a veure amb els sacrificis o el culte als déus sobretot els sacerdots i els seus servents. Els pontífex determinaven les formes de culte i de sacrifici i el que es negava a obeir els seus mandats sofria un càstig, normalment una multa. Els pontífexs també jutjaven sobre els actes comesos contra les vestals, sobretot els delictes de violació, i sobre els delictes d'incest.

### Responsabilitats i fixació de les lleis
Els pontífexs no estaven sotmesos a cap tribunal i no podien sofrir cap càstig. No eren responsables ni davant el senat ni davant el poble. Els seus deures i les seves funcions estaven recollides en uns llibres anomenats libri pontificii o pontificales, commentarii sacrorum o sacrorum pontificalium. Es deia que aquests llibres els havien rebut de Numa Pompili, i que van ser sancionats per Anc Marci. Els llibres es conservaven per part del pontifex maximus a la Règia. Es diu que Anc Marci va fer pública aquella part de les lleis que feia referència a la sacra publica, les coses públiques sagrades, Quan a l'inici de la República les taules de fusta, sobre les que estaven escrites aquestes normes publicades, ja estaven molt deteriorades, el pontífex màxim Gai Papiri les va recopilar en un llibre anomenat Leges regiae. Una part dels libri pontificales s'anomenava "Indigitamenta" i contenia els noms de tots els déus, i la forma com s'havien d'utilitzar aquests noms en el culte públic. Una segona part devia contenir les regles del jus pontificium. Les lleis i els reglaments originals continguts en aquests llibres es van anar incrementant amb el temps i es van definir amb més precisió pels decrets dels pontífexs, d'on potser derivaria el nom de commentarii, segons pensa Plini el Vell. Els annales maximi eren registres dels fets de cada any que guardava el pontifex maximus, des de l'inici de la seva existència fins a l'època del pontífex màxim Publi Muci Escèvola que ho va ser l'any 133 aC.
Els pontífexs convocaven l'assemblea de les curies (Comitia Calata o Curiata) en aquells casos en què s'havien de nomenar sacerdots i s'havien d'intaurar flamines o un rex sacrorum. També les convocaven quan s'havien de rebre testaments, i quan es produïa una detestatio sacrorum (maledicció de les coses sagrades) i l'adopció per adrogatio, una forma d'adopció per la qual un Pater familias, és a dir una persona lliure, independent de l'autoritat paterna, se sotmet al poder paternal d'un altre Pater familias. Això només es podia fer amb el consentiment del pontífex i per l'aprovació d'una llei donada pel poble reunit en comicis per curies. Els pontífex també havien d'estar presents en els matrimonis contrets per la forma de confarreatio. Les reunions del col·legi de pontífex, a les que en alguns casos s'hi convocaven també els flamines i el rex sacrorum es celebraven a la domus Règia de la Via Sacra.
Els pontífex podien exercir altres magistratures. És freqüent el cas de diversos cònsols que van exercir el càrrec, fins i tot el de pontífex màxim. Una mateixa persona podia ser augur, pontífex i decemvir sacrorum. Però fos quin fos el seu càrrec tenia prohibit sortir d'Itàlia, fins que l'any 131 aC Publi Licini Cras Dives Mucià va transgredir aquesta norma i després no va ser gaire respectada. Juli Cèsar era pontífex màxim quan va fer la guerra de les Gàl·lies.
Hi havia també tres sacerdots, nombre que després va arribar fins a quinze, que tenien encàrrecs específics pel culte dels principals deus, i eren els anomenats Pontifices minores. Podien ser ajudants o potser secretaris dels pontífexs.